# Rotala hexandra
Rotala hexandra är en fackelblomsväxtart som beskrevs av Emil Bernhard Koehne. Rotala hexandra ingår i släktet Rotala och familjen fackelblomsväxter. Inga underarter finns listade i Catalogue of Life.